# Лейденська банка

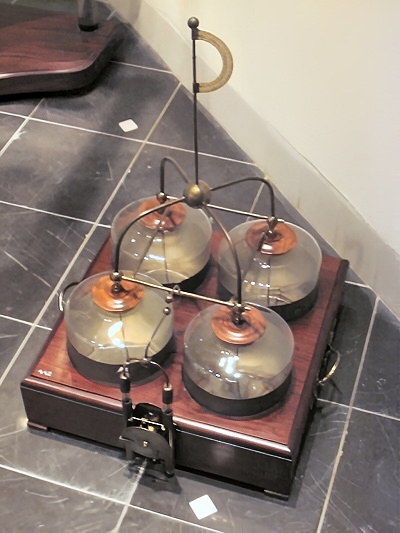
Батарея з чотирьох наповнених водою Лейденських банок, Музей Бургаве, Лейден

Лейденська банка — пристрій, що «зберігає» статичну електрику між двома електродами на внутрішній та зовнішній поверхнях скляної банки. Це найперше відоме втілення електричного конденсатора.
Його винахід був здійснений незалежо німецьким священиком Евальдом Георгом фон Клейстом 11 жовтня 1745 року та нідерландським вченим Пітером ван Мушенбруком з Лейдена у 1745–1746 роках. Своє найменування прилад отримав відповідно до назви міста.
Поява Лейденської банки мала фундаментальне значення для всіх подальших досліджень в галузі електрики, оскільки даний винахід активно використовувався при проведенні багатьох ранніх експериментів в цьому напрямку. До її появи, дослідникам з метою збереження електричного заряду доводилося вдаватися до використання громіздких ізольованих провідників. Лейденська банка стала більш компактною альтернативою. За її допомогою досліджувалися електропровідні властивості деяких матеріалів та швидкість розповсюдження електрики, зокрема вдалося встановити, що метали та вода (за винятком дистильованої води) є найкращими провідниками. В наш час Лейденська банка застосовується тільки в демонстраційних цілях (як компонент електрофорної машини). В електротехніці вона повністю витіснена більш ємнісними та зручними у використанні високовольтними конденсаторами закритого типу.

## Історія
Вже у Стародавній Греції було відомо, що шматки бурштину, якщо їх потерти, можуть притягувати до себе легкі об'єкти. Бурштин електризується за рахунок трибоелектричного ефекту, тобто завдяки механічному розділенню зарядів у діелектрику. Саме від грецької назви бурштину ηλεκτρον («електрон») походить сучасний термін «електрика».
Близько 1650-х років Отто фон Ґеріке збудував простий електростатичний генератор, у вигляді сірчаної кулі, розміщеної на валу, який міг вільно обертатися. Накопичення електричного заряду відбувалося, коли Геріке швидко прокручував вал, тримаючи при цьому руку навпроти кулі. Цей експеримент надихнув подальшу розробку декількох типів «тертєвих машин», які зробили значний внесок в дослідження електрики.
Ідея Лейденської банки була відкрита незалежно двома колективами: німецьким священиком, юристом та вченим Евальдом Георгом фон Клейстом та голандським фізиком Пітером ван Мушенбруком разом із його студентом Андреасом Кунеусом. Ці вчені розробили Лейденську банку, під час праці над теорією електрики, в якій електрика розглядалась як рідина. Тому вони сподівалися створити банку, здатну цю рідину «впіймати». У 1744 році, коли фон Клейст обгорнув скляну банку срібною фольгою і зарядив фольгу від тертєвої машини, він отримав відчутний удар електричним струмом. Це переконало його в тому, що створений пристрій здатен накопичувати електричний заряд. Ефекти цієї «Клейстової банки» були незалежно відкриті, приблизно в той самий час, нідерландськими вченими Мушенбруком та Кунеусом в
університеті Лейдена. Мушенбрук сповістив про своє відкриття французьке наукове співтовариство, де цей винахід і отримав назву «Лейденська банка».
Даніель Гралат став першим, хто з метою збільшення максимального зберігаємого заряду з'єднав декілька банок паралельно у вигляді єдиної «батареї» конденсаторів. Термін «батарея» в цьому відношенні вперше застосував Бенджамін Франклін, який використав аналогію з артилерійською батареєю (група гармат, зібраних в одному місці). В подальшому, цей термін став застосовуватися по відношенню до сполученнь з декількох гальванічних елементів.
Через сто років після свого відкриття, на середину XIX століття, Лейденська банка стала досить розповсюдженим та широко відомим пристроєм. Вона знайшла ряд застосувань в тогочасному обладнанні (наприклад в іскрових передавачах та в медичних приладах, призначених для електротерапії). На початок XX століття можливості Лейденських банок перестали задовольняти вимогам новоствореної техніки. Застосування електричних ємностей в галузі радіо вимагало зменшення їх розміру та зниження небажаних електричних параметрів (індуктивності і опору). Поява нових, вдосконалених діелектриків дозволила перетворити Лейденську банку у сучасну форму електричної ємності — конденсатор.

## Будова

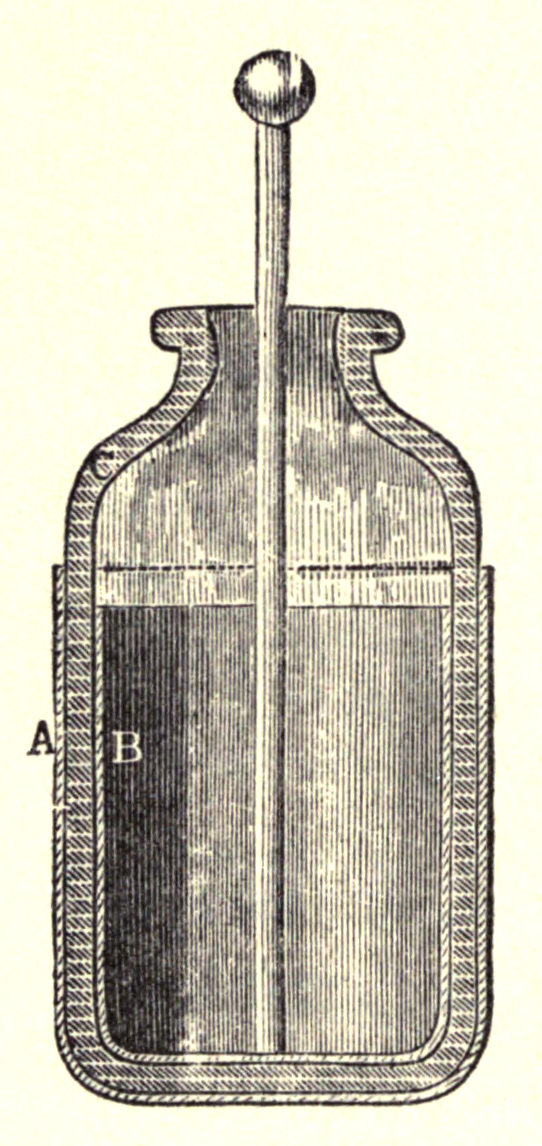
Лейденська банка
в розрізі

Основним елементом даного приладу є скляна банка, зовнішня та внутрішня поверхні якої вкриті струмопровідною металевою фольгою. Покриття обох поверхонь не мають контакту між собою і закінчуються на деякій відстані від гирла банки з метою запобігання виникненню електричних розрядів між ними. Крізь гирло банки проходить струмопровідний електрод у вигляді стрижня, який певним чином електрично поєднано з внутрішньою фольгою (зазвичай за допомогою металевого ланцюжка). Заряджання банки відбувається через електрод, за допомогою джерела електричного заряду (наприклад, електростатичного генератора), при цьому зовнішня поверхня банки повинна бути заземлена. В результаті, обидві поверхні банки зберігають рівні по кількості але протилежні за знаком електричні заряди.
Найперші зразки цього пристрою являли собою лише скляну пляшку, частково заповнену водою. В середину пляшки, через корок що її закриває, вводився металевий дріт, а в ролі зовнішньої струмопровідної поверхні виступала рука експериментатора. Досить швидко було виявлено, що зовнішню поверхню краще вкрити металевою фольгою (Ватсон, 1746), залишаючи воду в середині (яка не була чистою і тому мала електропровідність) як провідник. Цей водяний «провідник» за допомогою ланцюга або дроту отримував контакт із зовнішнім терміналом, який мав вигляд сфери (з метою запобігання втрат через коронний розряд). У такій конструкції, в умовах сильного електричного поля та поганого електричного контакту, заряд починає перетікати з провідника на поверхню діелектрика. Через це, рідину всередині пляшки можна замінити на покриття з металевої фольги, що дасть кращий результат. Таким чином, на цьому етапі Лейденська банка вже перетворилася на конструкцію з двох металевих поверхонь, розділених скляним діелектриком. Перші дослідники в подальшому виявили важливу закономірність: чим тоншим є діелектрик і, як наслідок, чим ближче між собою розташовані металеві площини, тим більший заряд банка зберігає за певної напруги.
Подальші праці в галузі електростатики виявили, що діелектричний матеріал в конструкції банки не є обов'язковим. Його присутність лише збільшує загальну ємність пристрою та запобігає виникненню електричних розрядів між електродами. Дві пластини на невеликій відстані одна від одної, здатні діяти як конденсатор навіть у вакуумі.
На початку, величина електричної ємності вимірювалася у кількості 'банок' заданого розміру, або через сумарну площу вкритої металом поверхні. Звичайно, в обох випадках передбачалося, що інші параметри Лейденських банок (товщина та хімічний склад скла, конструкція банки, тощо) залишаються більш-менш постійними. Типова Лейденська банка об'ємом в одну пінту мала електричну ємність близько 1нФ.

## Збереження заряду
Як пояснення принципу роботи, до перших Лейденських банок застосовувалося переконання, що електричний заряд в них зберігається у воді. Досліди Франкліна, привели його до висновку, що заряд зберігається не у воді, як вважали інші, а у склі. Для демонстрації цього, використовувався поширений експеримент, у якому Лейденська банка після заряджання розбиралася на компоненти. Це дозволяло показати, що заряд розміщується саме на діелектрику, а не в пластинах. Перший приклад демонстрації подібного експерименту зафіксовано в листі Франкліна від 1749 року. Франклін розробив Лейденську банку, здатну «відкриватися», яка складалася із скляної чашки, щільно затиснутої між двома іншими металевими чашками точно підібраного розміру. Така конструкція широко використовувалася при демонстраціях, на яких після заряджання банки високою напругою, її обережно розбирали. Виявлялося, що усі окремі компоненти банки можна вільно тримати у руках, не викликавши цим її розряджання, і якщо після цього банку зібрати знову, з її допомогою все ще можна отримати велику іскру.
Подібні досліди, здавалося, переконують в тому, що конденсатори зберігають свій заряд в середині діелектрика. Така теорія викладалася впродовж XIX століття. Тим не менш, це явище є лише особливим ефектом, викликаним високою напругою на Лейденській банці. В Лейденській банці, яка «відкривається», заряд переноситься на поверхню скляної чашки внаслідок короного розряду в той момент, коли банку розбирають. Тримання у руках скляної чашки не створює електричного контакту, достатнього для повного зняття з неї усього поверхневого заряду. Це і стає джерелом залишкового заряду після того як банку збирають знову. Содово-вапняне скло є гігроскопічним, унаслідок чого на його поверхні утворюється частково електропровідне покриття, яке тримає заряд. Адденбрук у 1922 році знайшов, що у Лейденських банок, виготовлених з парафінового воску або просмаженого скла (для видалення вологи), заряд завжди залишається на металевих пластинах. У 1944 році
Джон Зелени підтвердив ці результати, а також додатково спостерігав перенесення коронного заряду. В основному, у конденсаторах заряд зберігається не у діелектрику, а на внутрішніх поверхнях металевих пластин, так само, як і у вакуумному конденсаторі (з вакуумом між пластинами).

## Залишковий заряд
Якщо заряджену Лейденську банку розрядити через коротке замикання її внутрішніх та зовнішніх поверхонь, а після цього залишити на декілька хвилин, то виявиться, що за цей час банка відновила частину свого початкового заряду. Це можна перевірити, закоротивши поверхні банки ще раз, що викличе появу другої іскри. Часто таку дію можна повторювати з перервами до 4-5 разів, отримуючи кожного разу нову іскру дещо меншої довжини. Цей ефект пояснюється діелектричним поглинанням.